# Tableaux de la chapelle Contarelli
Vous lisez un « article de qualité » labellisé en 2015.
Les tableaux de la chapelle Contarelli forment un ensemble de trois toiles de grand format peintes par Caravage entre 1599 et 1602 sur une commande initiale du cardinal Matteo Contarelli pour l'église Saint-Louis-des-Français de Rome, qui est finalement honorée après sa mort par ses exécuteurs testamentaires. L'intervention du cardinal Del Monte, protecteur de Caravage, est déterminante dans l'obtention de ce contrat qui est le plus important de la jeune carrière du peintre, lequel n'a pas encore 30 ans. Les œuvres évoquent trois grandes étapes de la vie de l'apôtre saint Matthieu : son appel par Jésus-Christ (La Vocation de saint Matthieu), sa rédaction de l'Évangile guidée par un ange (Saint Matthieu et l'Ange), et son martyre (Le Martyre de saint Matthieu). Elles sont toujours conservées dans l'église Saint-Louis-des-Français.
Bien que Caravage travaille particulièrement vite, l'installation des toiles se fait lentement et par étapes : ce sont d'abord les deux toiles latérales représentant la Vocation et le Martyre qui sont accrochées en 1600, puis il est décidé d'y ajouter un tableau d'autel avec l'ange en remplacement d'une statue qui ne donne pas satisfaction ; mais ce tableau doit être refait car sa première version est rejetée. En 1603, l'ensemble est enfin mis en place de manière définitive et rencontre un grand succès, même si des critiques parfois virulentes sont émises contre ses aspects novateurs, en particulier contre le naturalisme de sa peinture ainsi que contre certains choix théologiques.
La renommée de Caravage, dont c'est la première commande à destination publique, augmente alors considérablement. Son œuvre commence à être véritablement connue, dans le milieu de la peinture romaine comme auprès du grand public.

## Contexte

### Art et religion à Rome

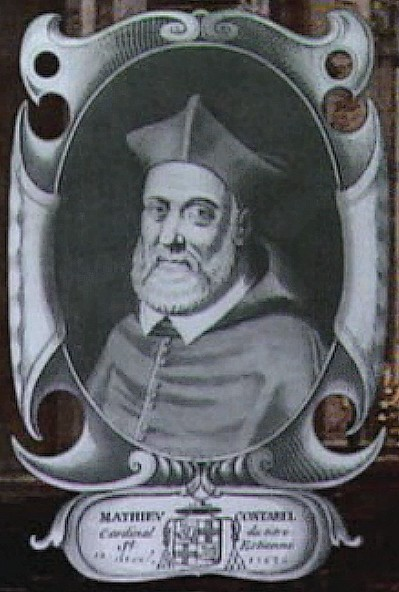
Le cardinal Contarelli fait décorer sa chapelle privée dans l'église Saint-Louis-des-Français.

L'église Saint-Louis-des-Français s'édifie à partir de 1518 à Rome entre le Panthéon et la place Navone ; propriété de la France, elle est destinée aux pèlerins français qui se rendent dans la cité papale. Les 70 années que dure sa construction sont marquées par divers épisodes des guerres de religion qui déchirent alors l'Europe (dont l'épisode de la Saint-Barthélémy en 1572), et la papauté fait un choix délibéré de propagande religieuse catholique : les conclusions du concile de Trente, qui s'achève en 1563, mettent notamment l'accent sur le rôle crucial des images pour propager la foi.
Les règnes des papes Sixte V puis Clément VIII (dont le règne coïncide avec la durée du séjour à Rome de Caravage : 1592-1605) sont marqués par une vive activité artistique, dans un contexte de retour aux racines chrétiennes de l'art pictural. L'Académie de Saint-Luc renaît en 1593, dirigée par Federico Zuccari. Le cardinal Frédéric Borromée, prélat influent, en est initialement le protecteur mais il devient archevêque de Milan en 1596 ; lui succèdent le cardinal Francesco Maria del Monte et le vieux cardinal Paleotti, ancien du concile de Trente et auteur d'un traité sur l'art. C'est donc une période favorable aux commandes officielles, avec une certaine ouverture de la part du clergé envers de nouvelles formes artistiques : les succès enregistrés par Jan Brueghel de Velours, par Federico Barocci ou encore par Annibale Carracci témoignent d'une tendance marquée à « l'Art du vrai », en opposition notamment à une certaine forme de maniérisme.
C'est à Rome que vit à cette époque le prélat français Matthieu Cointrel, dont le nom est couramment italianisé en Contarelli comme il est alors d'usage, et qui accède au rang de cardinal en décembre 1583. Contarelli est un proche du pape Grégoire XIII, qui règne de 1572 à 1585. Ayant largement contribué au financement de Saint-Louis-des-Français (en particulier pour les travaux de façade), Contarelli y désigne une chapelle pour y être inhumé, la première chapelle à gauche du maître-autel, qu'il avait acquise dès 1565.

### Ascension de Caravage

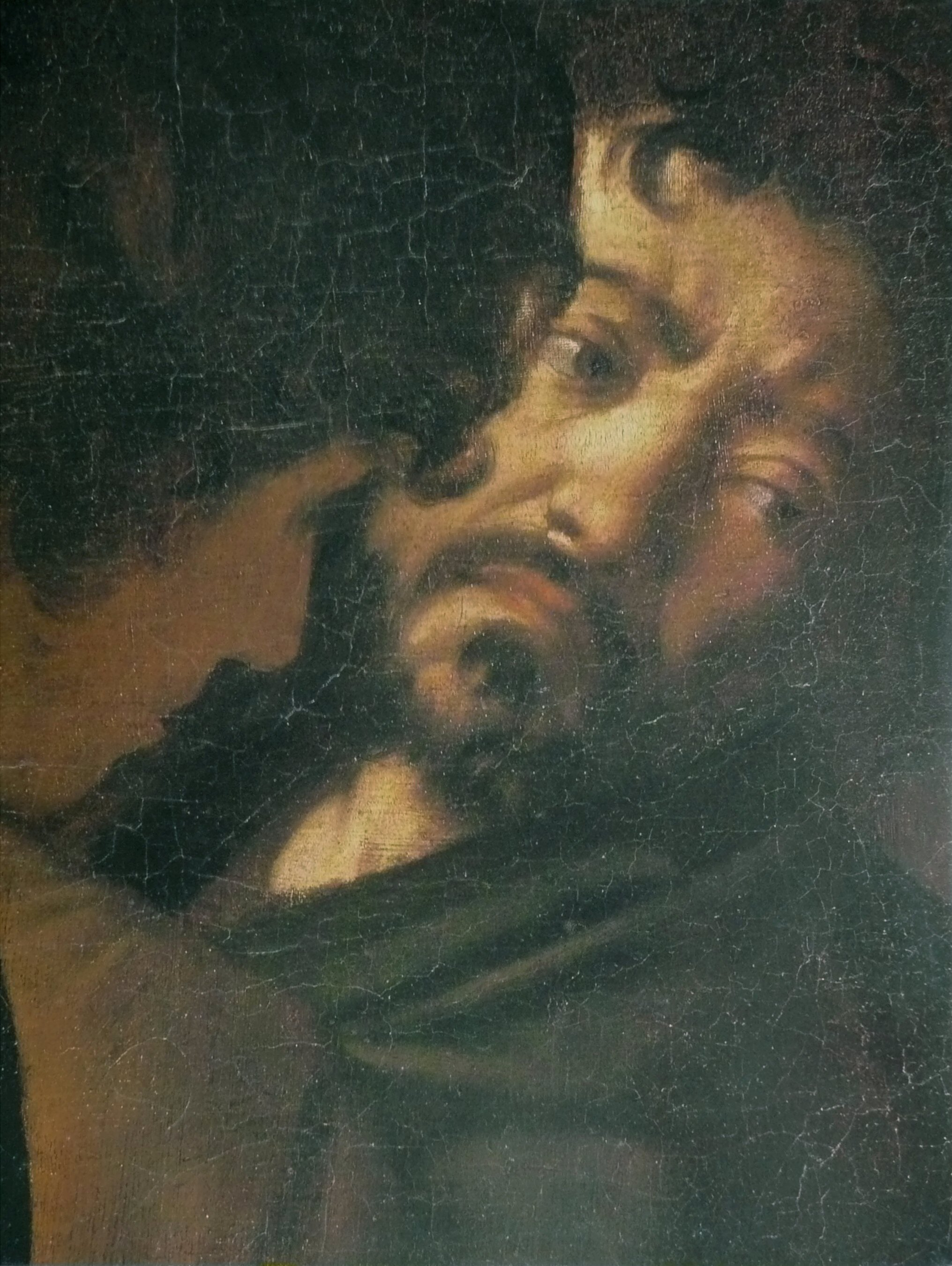
Autoportrait de Caravage (détail du Martyre de saint Matthieu).

Après avoir reçu sa formation initiale à Milan, Caravage arrive à Rome au début des années 1590, peut-être à l'été 1592, âgé d'une vingtaine d'années. Il passe par plusieurs ateliers pour y travailler sur diverses productions de petit format, fleurs, fruits, etc. À la fin des années 1590, le cardinal del Monte découvre ses tableaux et le prend sous sa protection : il l'installe même sous son toit au Palazzo Madama, sa résidence officielle depuis 1589 en tant que représentant du grand-duc de Toscane, Ferdinand Ier de Médicis. Le Palazzo — aujourd'hui siège du Sénat italien — est situé exactement à côté de l'église saint-Louis-des-Français. Il est probable, néanmoins, qu'en l'occurrence Caravage soit plutôt installé au Palazzo Firenze que del Monte utilise en complément du Palazzo Madama : ce bâtiment dispose en effet de pièces souterraines équipées de soupiraux qui laissent passer la lumière du jour, ce qui correspondrait tout à fait aux besoins d'éclairage pour la série de tableaux de la chapelle Contarelli.
Malgré le succès qu'il commence à rencontrer dans le milieu des amateurs d'art, comme en témoigne le mécénat du cardinal, Caravage n'a pas encore bénéficié de commandes officielles et n'a réalisé aucune œuvre à thème religieux : la série des Saint Matthieu représente pour lui une nouveauté. Les tableaux de la chapelle Contarelli constituent donc sa première commande publique,. Le succès en est si intense et immédiat qu'avant même d'avoir achevé cette commande, il en reçoit une autre, tout aussi prestigieuse, de la part de Tiberio Cerasi pour l'église Santa Maria del Popolo.

## Commandes publiques

### Hésitations et retards

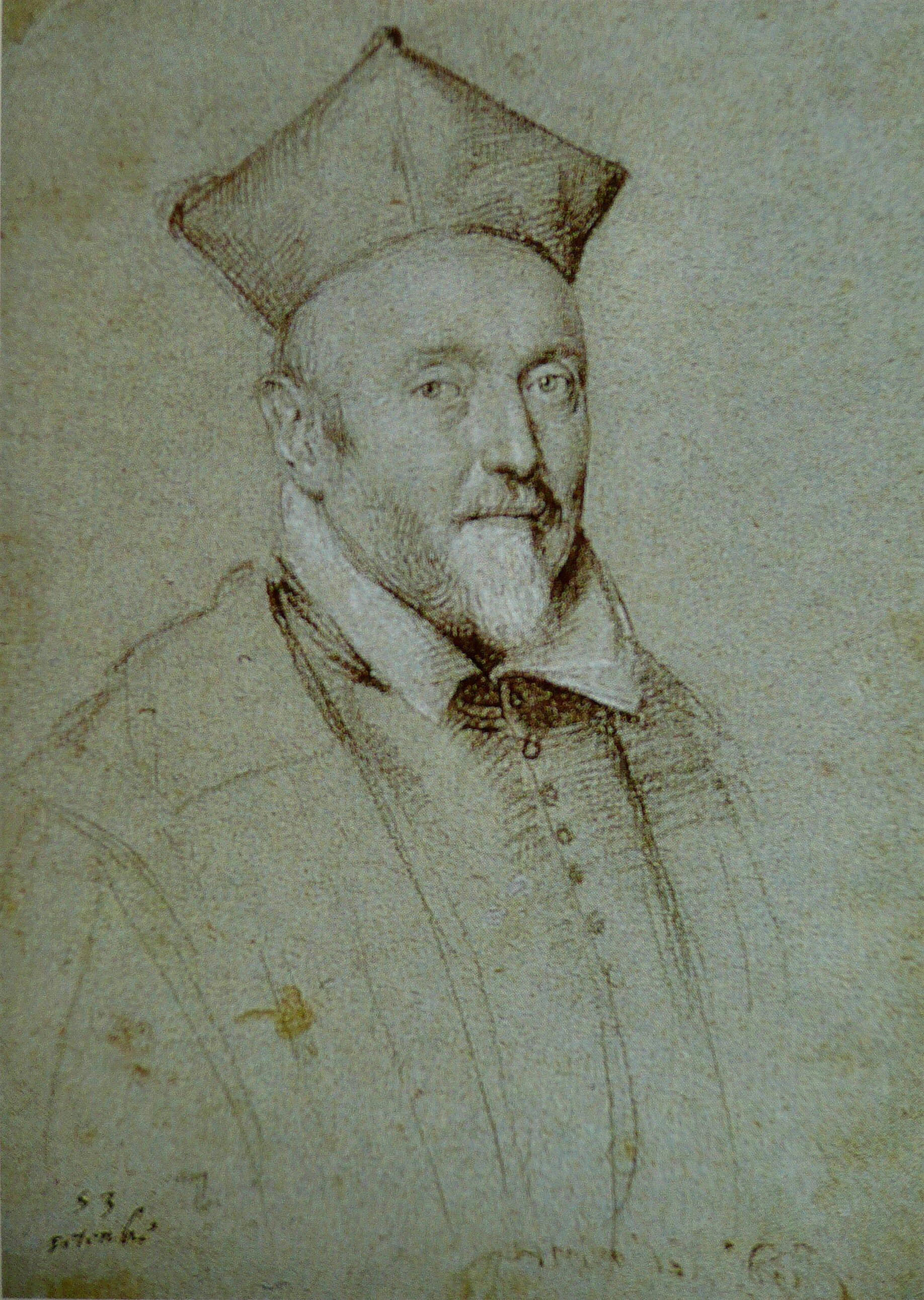
Le cardinal Del Monte, mécène et protecteur de Caravage, lui permet d'obtenir le contrat de la chapelle Contarelli. Portrait à la craie d'Ottavio Leoni, 1616. Musée Ringling, Sarasota (Floride).

Peu avant de mourir en 1585, Contarelli choisit le peintre Girolamo Muziano pour peindre six scènes de la vie de saint Matthieu sur le retable, les murs et la voûte ; mais Muziano meurt à son tour en 1592 sans même avoir commencé les travaux. Ce sont donc les héritiers du cardinal, Mgr Melchior Crescenzi et son neveu Virgilio, qui ont la responsabilité de la poursuite des travaux : ils choisissent de solliciter Giuseppe Cesari, alias le Cavalier d'Arpin. Celui-ci réalise bien la fresque sur la voûte en 1593, ainsi que deux autres représentant un Miracle de saint Matthieu et deux groupes de deux prophètes, mais il ne fournit finalement aucune des toiles également demandées. Il réalise pourtant un dessin préparatoire pour une Vocation de saint Matthieu, mais sans aller plus loin. Par ailleurs, une statue est commandée dès 1587 au sculpteur Jacob Cobaert pour être placée au-dessus de l'autel, statue qui ne sera finie et installée qu'en 1602.
Le choix de passer commande de toiles et non pas d'une fresque décorative pour décorer une chapelle romaine est une innovation propre à la décennie 1590-1600. Il n'y a que de rares exemples plus précoces à Rome : les tableaux de Muziano pour la basilique Sainte-Marie d'Aracœli à Rome notamment, sont produits entre 1586 et 1589 et portent également sur des scènes de la vie de saint Matthieu. Mais cette tendance, nouvelle à l'époque, est appelée à durer.
Virgilio Crescenzi meurt en 1592, et son exécuteur testamentaire se trouve être le cardinal Del Monte, membre de la Fabrique de Saint-Pierre qui dirige et organise les travaux du clergé au Vatican : il est donc vraisemblable, comme l'écrit d'ailleurs Baglione, son premier biographe, que Del Monte convainque Melchior Crescenzi et François Cointrel (neveu du défunt cardinal) de solliciter Caravage pour décorer les parois latérales des chapelles. D'après Bellori, son biographe au XVIIe siècle, Caravage appartient même à la maison de Mgr Crescenzi sur recommandation du Cavalier Marin (ce qui n'est pas attesté par ailleurs) et produit des portraits des deux commanditaires (qui ont aujourd'hui disparu). Del Monte peut ainsi, par son intervention, à la fois pousser la carrière de son protégé et montrer tout l'intérêt qu'il porte à la France.

### Tableaux latéraux
Une commande est finalement passée à Caravage en 1599, alors que les administrateurs de l'église décident de rouvrir la chapelle Contarelli au culte. Un contrat daté du 23 juillet 1599 prévoit le versement de 400 écus pour ces deux toiles latérales, qui sont inaugurées à peine un an plus tard, en juillet de l'année sainte 1600 : il s'agit de la Vocation et du Martyre de saint Matthieu qui prennent place de part et d'autre de l'autel. La réalisation de ces deux toiles est donc particulièrement rapide.

### Tableau d'autel

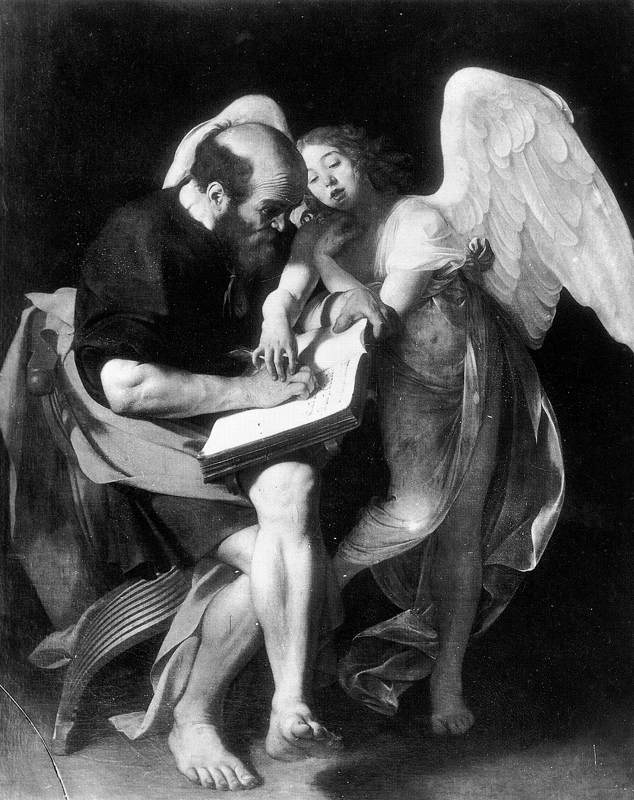
Saint Matthieu et l'Ange, première version probablement rejetée par les commanditaires. Le tableau est détruit à Berlin pendant les bombardements de 1945 ; il n'en subsiste que cette photographie en noir et blanc.

La statue de Cobaert, à peine installée sur l'autel en 1602, est finalement rejetée par la congrégation de Saint-Louis ; elle est achevée par un autre sculpteur, Pompeo Ferrucci (il y manquait l'ange), puis installée dans une autre église romaine : l'église Santissima Trinità dei Pellegrini.
Une autre commande est donc passée en 1602 pour remplacer la statue de Cobaert : Caravage doit alors créer un retable pour le maître-autel, représentant Saint Matthieu et l'Ange. Cette toile est installée le 26 mai de la même année, le jour de la Pentecôte, mais rejetée là encore par les commanditaires : Caravage en propose aussitôt une autre version, cette fois acceptée et définitivement installée en février 1603 au centre de la chapelle toute tapissée de marbres multicolores.
Cette proposition d'une seconde version quasi immédiate de Matthieu et l'Ange est actuellement avancée sur la base de sources documentaires concordantes, mais elle met à mal les affirmations de Roberto Longhi à ce sujet dans ses textes fondateurs des années 1920. Il y distingue très nettement le style des deux tableaux successifs et affirme que le premier est bien antérieur : pour lui, ce Matthieu grossier et inculte est produit vers 1592, soit huit ans avant l'accession de Caravage à la « maturité » en 1600.

### Réception
Malgré la rapidité dont fait preuve Caravage (y compris pour réaliser une seconde version radicalement différente de son Saint Matthieu et l'Ange), deux années s'écoulent donc entre l'installation des deux toiles latérales (1600) et celle de l'autel (1602), ce qui fait écho aux délais importants d'achèvement des travaux de l'édifice. Las d'attendre depuis une trentaine d'années, les prêtres de l'église nourrissent un certain ressentiment à l'endroit des Crescenzi. Dans ce contexte tendu, il est possible que les choix radicaux de Caravage pour le dernier tableau (Saint Matthieu et l'Ange) soient très mal reçus et mènent à un rejet rapide. C'est ce que son biographe Bellori raconte ainsi : 

« (…) lorsqu'il eut terminé le tableau central de l'Histoire de Matthieu, et l'eut placé sur l'autel, les prêtres le firent ôter sous le prétexte que cette figure n'avait ni la noblesse ni l'aspect d'un saint, assise comme elle l'était, les jambes croisées, montrant grossièrement ses pieds au peuple. Caravage se désespérait d'un tel affront envers la première œuvre qu'il exécutait pour une église (…) »

— Giovan Bellori, Vie du Caravage, 1672.
Baglione, grand adversaire de Caravage, ne peut toutefois éviter de témoigner du succès d'estime des œuvres exposées, mais affirme que ce sont « des personnes malveillantes » qui louent les tableaux ; il ajoute une note de perfidie en affirmant que ce succès n'est dû qu'à la proximité des œuvres du Cavalier d'Arpin (sur la voûte, qui est « très bien peinte »), et accuse même Caravage d'escroquer le marquis Giustiniani en lui vendant le premier Matthieu et l'Ange, celui que « personne n'avait aimé ». Il rapporte également les paroles du très influent Federico Zuccari qui vient voir les toiles et, « riant sous cape et s'émerveillant de tant de tapage », déclare ne pas y voir autre chose que la pensée de Giorgione, peintre certes plus que notable mais disparu depuis déjà près d'un siècle (en 1510) : « Io non ci vedo altro che il pensiero di Giorgione. » Les remarques acides de l'éternel rival Baglione ne correspondent toutefois pas à la réalité historique, qui montre au contraire que le succès que rencontre Caravage est considérable, et lui fournit l'occasion de nouvelles commandes. Parmi ses admirateurs contemporains, le peintre Rubens observe attentivement le travail de Caravage pour cette chapelle (et, davantage encore, celui qu'il fournit pour la chapelle Cerasi) et reprend vraisemblablement l'un des personnages de la Vocation (le jeune homme assis vu de dos) dans divers dessins.
Gérard-Julien Salvy souligne que le naturalisme qui est à l’œuvre dans les tableaux de la chapelle Contarelli ne pouvait que « scandaliser » l'école académique romaine de l'époque. Il cite le critique Zolotov qui, dans un article de 1979, voit chez Zuccari un écho de la tension entre l'école romaine et les innovations lombardo-vénitiennes que porte Caravage dans son insistance « sur la nature, sur l'élément pittoresque de la nature » ; mais pour Salvy, les admirateurs contemporains de l’œuvre de Caravage ont dû être surtout touchés par l'aspect contemplatif et le « recueillement profond des personnages » dont se dégage « un sentiment dramatique exprimé autrement que par le truchement des formes de l'invention rhétorique romaine ».
Sur le plan théologique, le rejet du Matthieu et l'Ange aux pieds nus, sales et aux traits grossiers peut s'expliquer par l'apparente vulgarité du personnage ; mais la représentation très fidèle du même Matthieu en collecteur d'impôts dans la Vocation est potentiellement tout aussi choquante, car cette exactitude littérale n'est pas non plus conforme à l'esprit des tenants de l'académisme romain : Salvy parle à ce sujet d'une « provocante et révolutionnaire orthodoxie ».
Hypothèse alternative
Bien que le remplacement du premier Saint Matthieu et l'Ange par une seconde version soit clairement attesté, certains doutes subsistent quant au fait que le premier tableau ait été refusé. Pour Sybille Ebert-Schifferer, spécialiste de Caravage, cela ne cadre pas bien avec le succès d'estime que rencontre le peintre à ce moment. D'après elle, le premier tableau est installé dès 1599 mais de manière provisoire, en attendant l'installation du groupe sculpté par Cobaert (et donc avant la réalisation des deux tableaux latéraux). Il est très bien accueilli, et c'est Giustiniani qui en fait l'acquisition à ce moment. Les tableaux latéraux sont ensuite installés comme prévu, puis la statue de Cobaert arrive mais c'est elle qui est rejetée : il est alors fait appel à Caravage qui propose un second Saint Matthieu et l'Ange, tout aussi apprécié que le précédent. Il y aurait donc une confusion historique entre le refus de la statue de Cobaert et celui du tableau de Caravage, confusion peut-être voulue par le rival Baglione. Le critique Alfred Moir tient lui aussi pour peu plausible ce rejet, et estime que « ce prétendu refus (…) ne semble guère défendable. »
Il ne s'agit là toutefois que d'une hypothèse de recherche qui n'est pas majoritairement admise.

## Les toiles
Les tableaux sont ici présentés de gauche à droite selon la façon dont ils sont disposés autour de l'autel de la chapelle Contarelli. Cette organisation suit également la chronologie de l'histoire de saint Matthieu, qui est d'abord appelé par Jésus, puis rédige son Évangile, et enfin meurt en martyr.
Dans La Vocation qui orne la paroi de gauche, le Christ apparaît aux côtés de saint Pierre sur la droite du tableau : il désigne de la main Matthieu, alors agent du fisc, qui est assis avec divers compagnons à une table où de l'argent est compté, afin qu'il le suive et devienne l'un de ses apôtres. Le tableau central représente le même Matthieu, plus âgé, qui rédige sa version de l'Évangile : son écriture est dirigée par un ange qui vole au-dessus de sa tête et semble lui en expliquer ou lui en dicter le contenu. Enfin, le tableau de la paroi de droite décrit la mort de Matthieu, assassiné dans son église pendant un office religieux et au milieu d'une foule bigarrée ; un ange est également présent et lui tend la palme des martyrs.

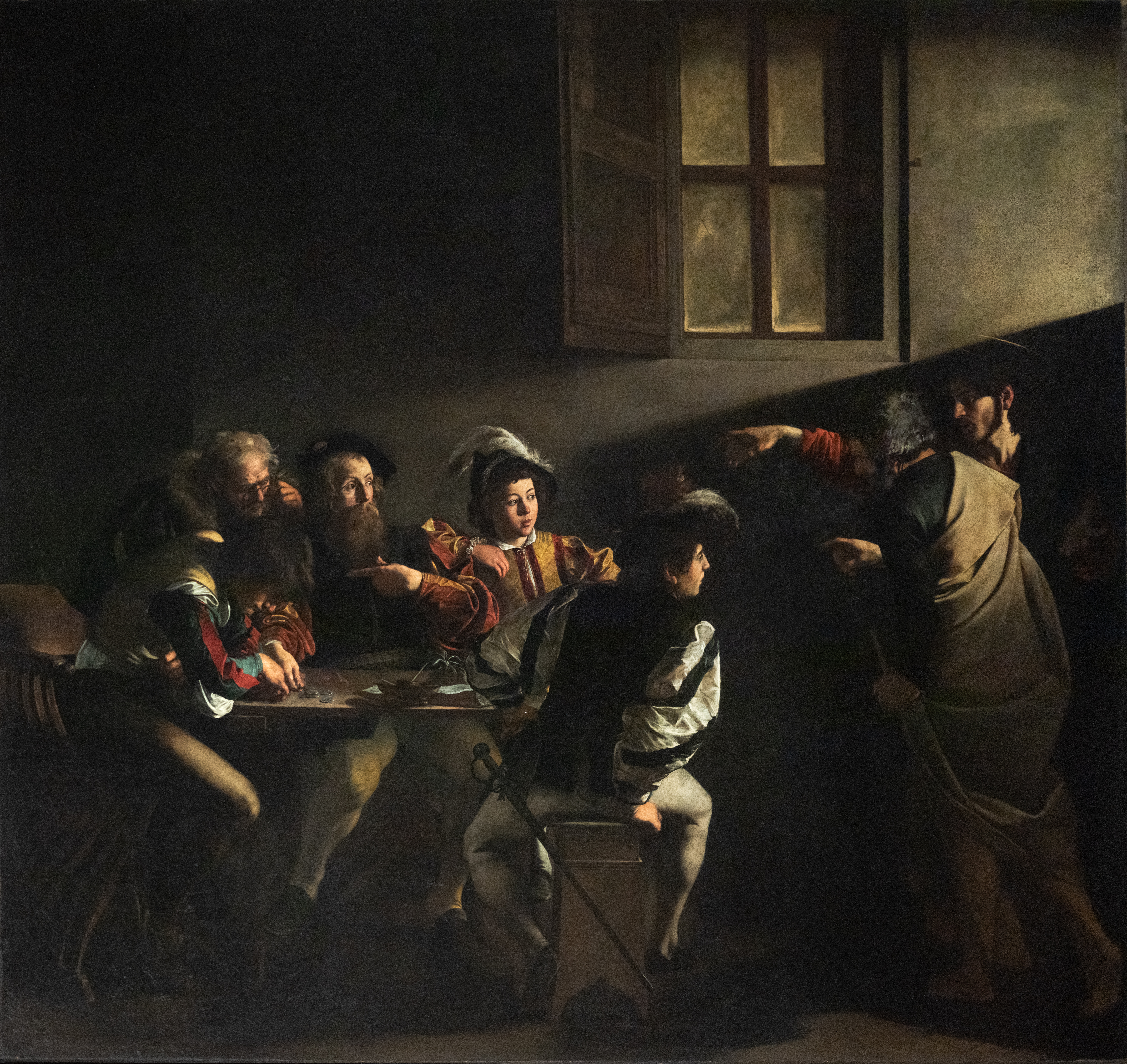
La Vocation de saint Matthieu.
Saint Matthieu et l'Ange (seconde version).
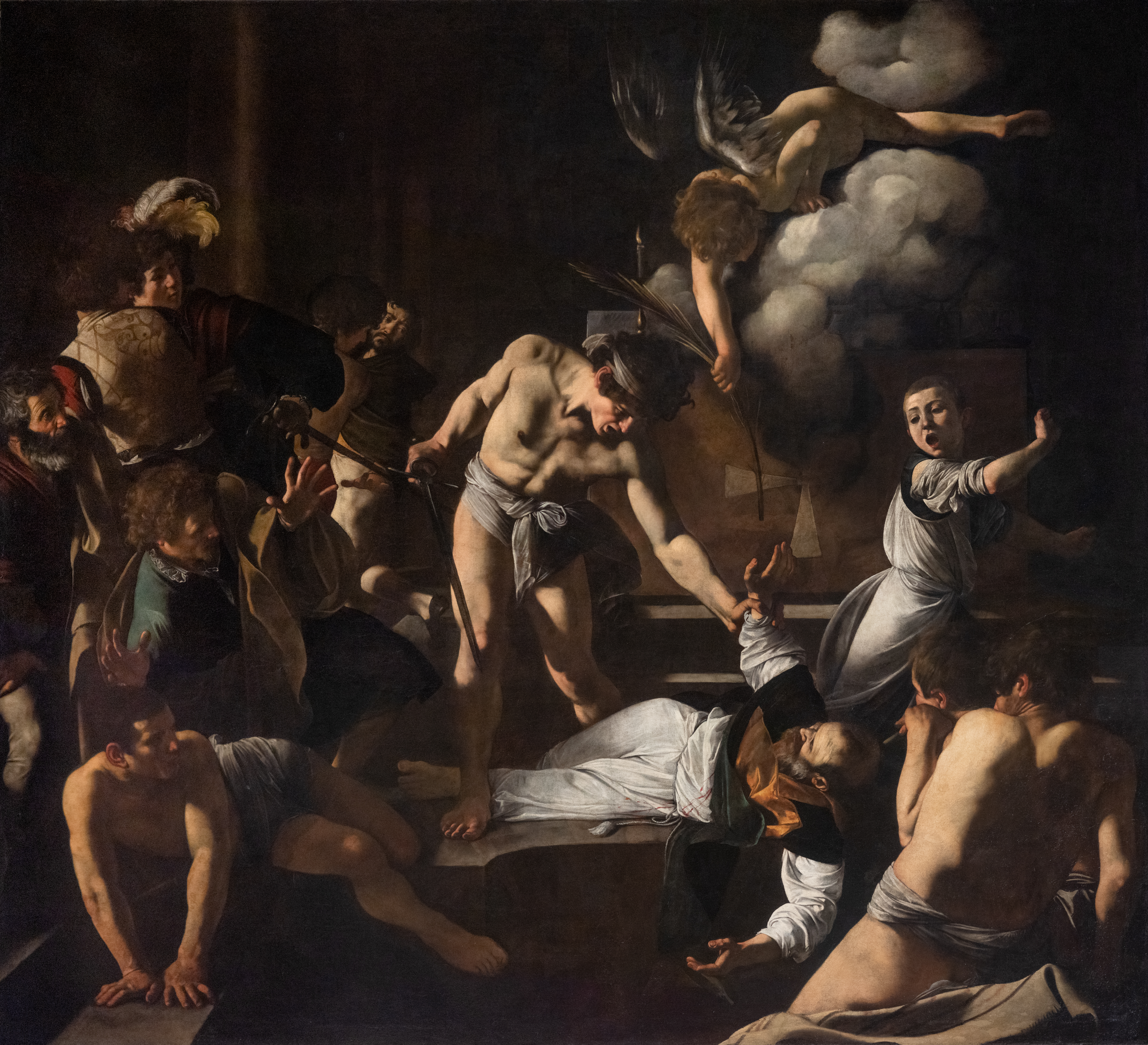
Le Martyre de saint Matthieu.

### Saint Matthieu
Le commanditaire initial des tableaux, le cardinal Matteo Contarelli, porte le même nom que l'apôtre saint Matthieu : ce n'est évidemment pas une coïncidence dans la mesure où la chapelle est destinée à recevoir la tombe du cardinal, et donc à honorer sa mémoire. Par ailleurs, l'histoire de Matthieu est propre à plaire au prélat qui veut y associer son image : publicain de profession, et donc chargé de la collecte des taxes dans l'administration romaine, il provient d'une classe sociale élevée et, de tous les apôtres du Christ, c'est celui qui représente le mieux la culture. En tant qu'évangéliste, Matthieu occupe une place primordiale : l'Église catholique lui a attribué la première place dans sa liturgie. Son hypothétique antériorité historique dans la rédaction des évangiles est, quant à elle, très contestée depuis l'hypothèse de Griesbach.
L'apôtre Matthieu apparaît sous ce nom uniquement dans l'évangile selon Matthieu : il est présenté assis à « un bureau de péage » où Jésus vient le chercher ; l'évangile selon Marc reprend la scène à l'identique mais nomme le personnage « Lévi » (comme le fait l'évangile selon Luc) et en précisant qu'il s'agit du « fils d'Alphée ». Cette profession de collecteur de taxes est fort mal vue par les juifs, du fait de sa proximité avec le pouvoir romain au nom duquel elle s'exerce. Dans chacune des versions de ce récit, Matthieu/Lévi suit immédiatement le Christ qui l'appelle ; Luc précise même qu'il le suit en « quittant tout ». Un repas est ensuite organisé par Matthieu, qui réunit « publicains et pécheurs », et Jésus à qui on en fait le reproche explique qu'il n'est pas venu appeler les justes mais précisément les pécheurs. Cet épisode de l'appel de Matthieu par Jésus correspond bien à la scène représentée dans la Vocation de Caravage, même si bon nombre d'éléments dans cette scène (décor, personnages) relèvent de l'interprétation ou de l'imagination.
En revanche, la scène de la rédaction de l'Évangile sous la direction d'un ange, puis celle du martyre de Matthieu évangélisateur de l'Éthiopie ne se trouvent dans aucun texte biblique. Mais la Légende dorée de Jacques de Voragine raconte que Matthieu est assassiné pour s'être opposé à l'amour du roi d'Éthiopie Hirtacus pour Iphigénie, la fille de son prédécesseur,.

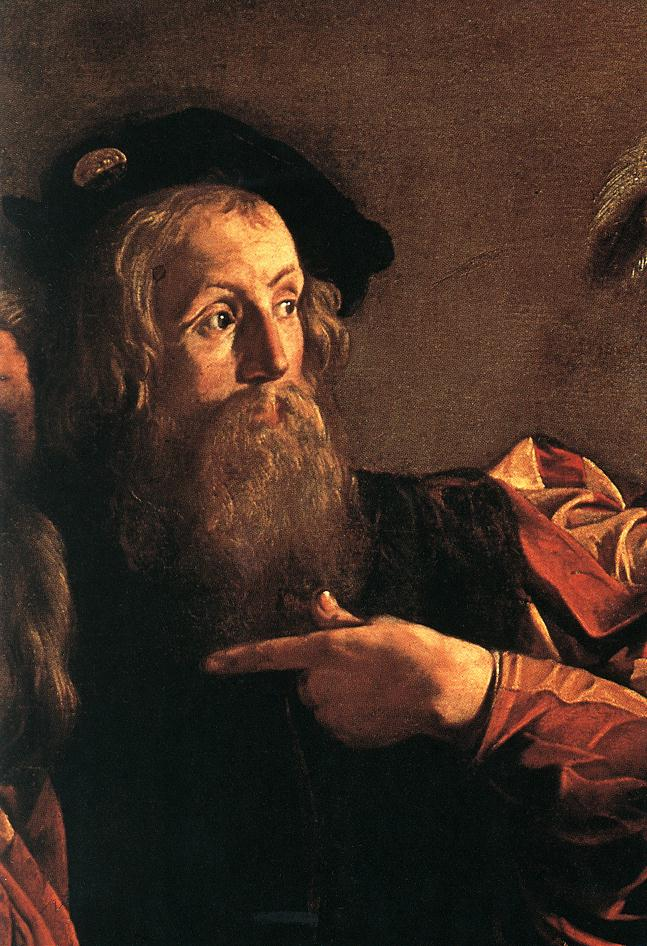
Le publicain Matthieu (alias Lévi) est appelé par le Christ.
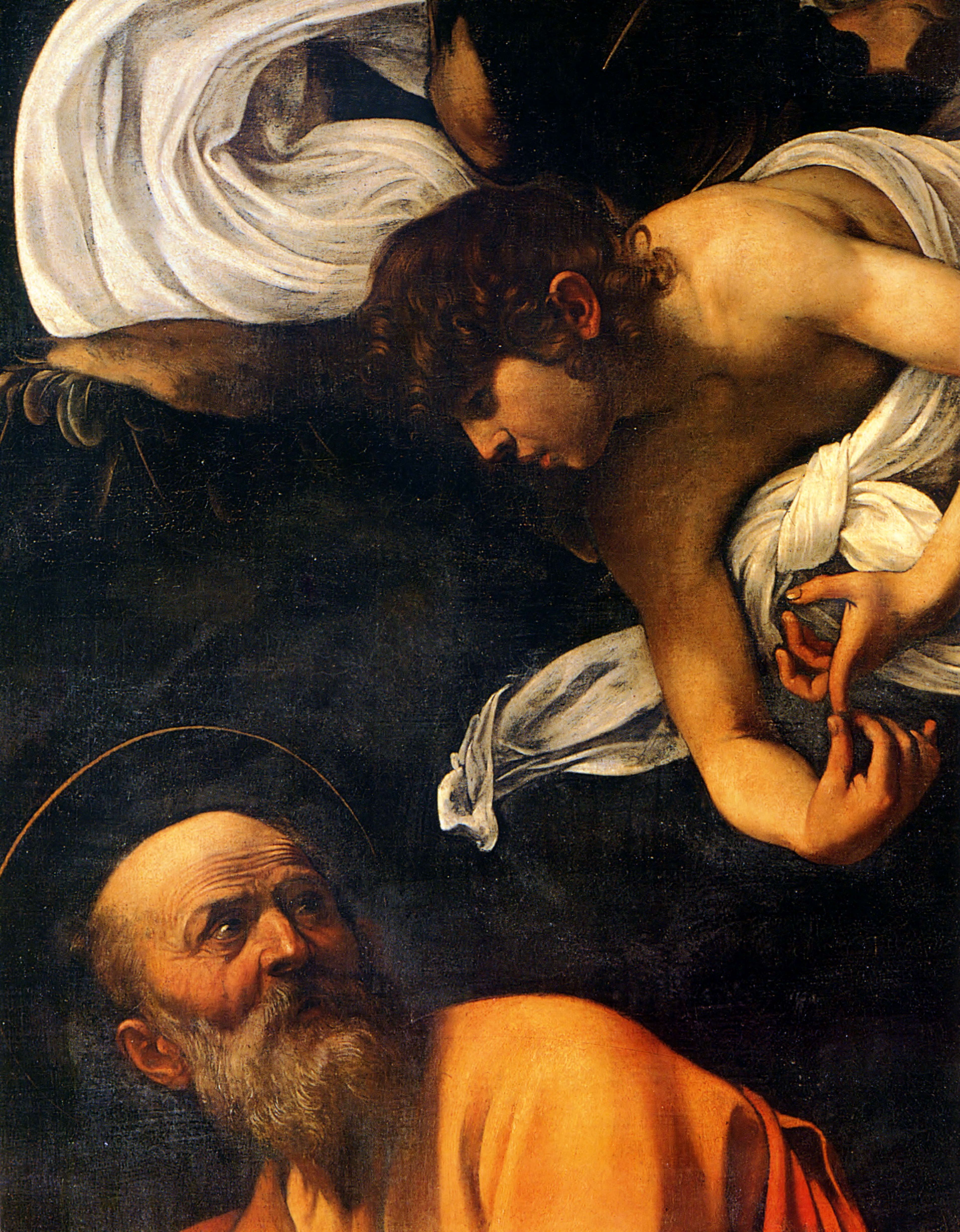
Matthieu rédige son évangile, guidé par un ange.
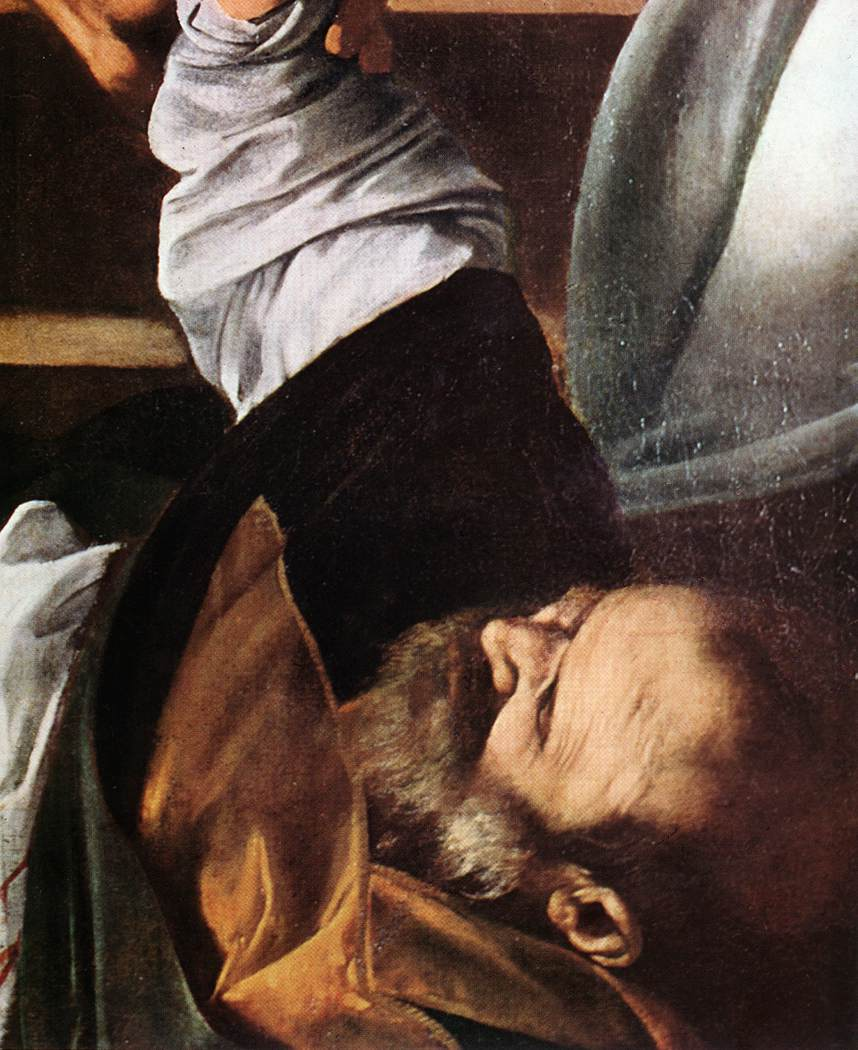
Mort de l'apôtre Matthieu dans son église en Éthiopie.

### Modèles et influences

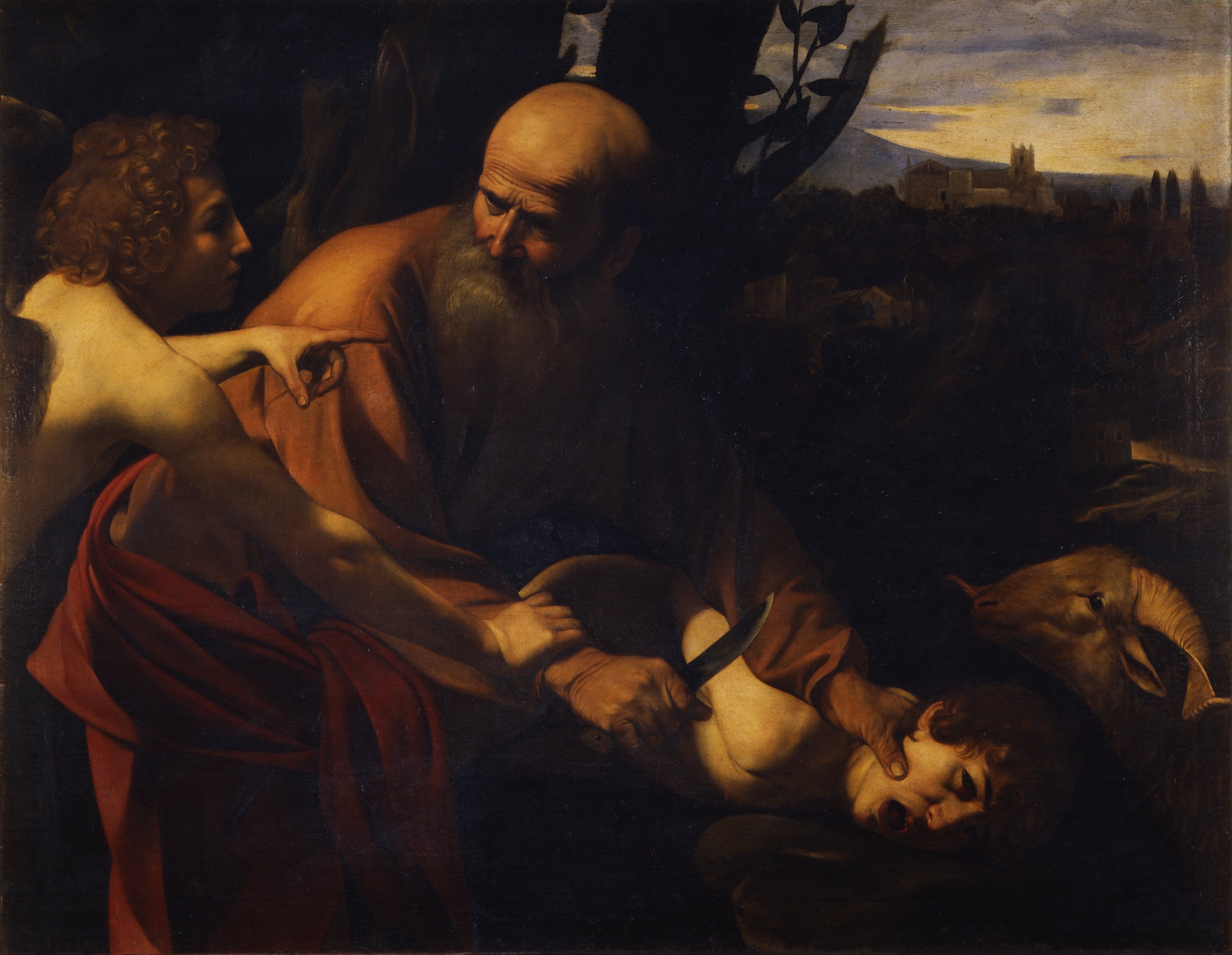
Caravage, Le Sacrifice d'Isaac, v. 1597-1598. Musée des Offices, Florence.

Le modèle pour Matthieu, qui est logiquement représenté de plus en plus âgé d'un tableau à l'autre, est vraisemblablement le même qui se retrouve dans le Sacrifice d'Isaac, et plus tard dans le Saint Jérôme en méditation et dans l'Incrédulité de saint Thomas. Il est également crédible que le jeune homme élégant vu de dos dans la Vocation soit peint d'après le même modèle que pour l'ange du Sacrifice d'Isaac. L'ange visitant Matthieu pourrait quant à lui avoir les mêmes traits qu'Isaac dans le Sacrifice, ou bien que le jeune saint Jean-Baptiste au bélier, ou encore que Cupidon dans L'Amour victorieux. Mario Minniti, peintre sicilien et ami de Caravage, serait représenté dans le jeune homme au chapeau à plume au centre de la Vocation, ainsi qu'en marge du Martyre à gauche, toujours orné d'un chapeau à plume, comme peut-être dans l'une des deux versions de la Diseuse de bonne aventure et du Joueur de luth.
D'autres figures sont plus anonymes mais non moins identifiables à des sources connues. Le bourreau et les nus du Martyre, comme les personnages qu'Annibal Carrache représente sur ses fresques du palais Farnèse, font écho aux nus du plafond de la chapelle Sixtine ; la main du Christ dans la Vocation semble même constituer une citation directe de celle d'Adam dans La Création d'Adam de Michel-Ange. Des références sont également à trouver chez les peintres d'Italie du nord, comme Titien dont Caravage reprend une figure très connue pour l'acolyte à droite du Martyre, ou comme Savoldo qui accentue l'ampleur des gestes de ses personnages ; a contrario, Caravage semble se démarquer de l'influence de Raphaël.

## Choix artistiques

### Composition

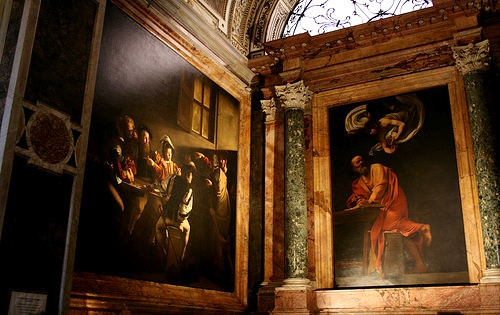
Deux des trois tableaux de la chapelle (La Vocation et Saint Matthieu et l'Ange), vus dans leur environnement.

La commande passée à Caravage est pour lui une nouveauté à plus d'un titre : outre le fait qu'il s'agit de sa première commande officielle et à thème religieux, il doit aussi mettre en place des toiles de grand format, qui intègrent davantage de personnages que dans ses tableaux précédents. Il fait alors le choix d'une solution nouvelle, dans la lignée du clair-obscur de Léonard de Vinci, en « noyant » dans une ombre dense une grande partie de la surface du tableau, et en éclairant ses personnages de façon brutale. Pour Mina Gregori, ce choix d'un éclairage très contrasté dans les deux tableaux latéraux constitue une transformation majeure dans son approche picturale, par rapport à la transparence de ses œuvres précédentes : cela lui permet d'obtenir un solide effet de relief et de volume. Cette intention est d'ailleurs déjà repérée par Bellori au XVIIe siècle lorsqu'il remarque que l'effet de focalisation de la lumière permet de « tirer plus de force de la véhémence du clair-obscur ».
Le choix des sources d'éclairage est directement lié à l'installation des tableaux dans la chapelle : la Vocation, située à gauche, reçoit une lumière venant du haut et de la droite, tandis que le Martyre, situé à droite, est éclairé à l'inverse et que le tableau central avec l'ange est éclairé par le haut. Tout est fait pour donner l'impression que c'est la fenêtre centrale de la chapelle qui éclaire ainsi les tableaux, alors même que celle-ci ne donne que très peu de lumière et que la chapelle est particulièrement sombre ; Bellori remarque aussi cette contrainte, en y ajoutant notamment une critique sur les choix de couleur du peintre : « l'obscurité de la chapelle et de la couleur dérobent [la Vocation et le Martyre] à la vue. »
La composition des œuvres répond à la double contrainte de les intégrer à l'espace de la chapelle tout en les liant entre elles. Les personnages des deux toiles latérales sont donc tous représentés à la même échelle ; d'autre part, ces deux tableaux partagent une ligne d'horizon identique, qui passe par les yeux du Christ dans la Vocation et par ceux du bourreau dans le Martyre ; mais la position des tableaux oblige à percevoir ces lignes avec une distorsion qui en accentue encore l'effet dramatique. Du fait de la situation de la chapelle, située au bout de la nef et sur la gauche, le spectateur qui y arrive découvre d'abord le Martyre dont la profondeur et l'ampleur constituent une prolongation de l'espace de l'église ; mais lorsqu'il entre dans la chapelle, l'espace nettement délimité du tableau de la Vocation fait écho à l'impression de resserrement qu'il peut y éprouver. Ces éléments de contexte étaient certainement mûrement pesés par Caravage qui n'avait à l'époque que la rue à traverser pour passer de son atelier du Palazzo Madama à l'église Saint-Louis-des-Français.

### Remaniements

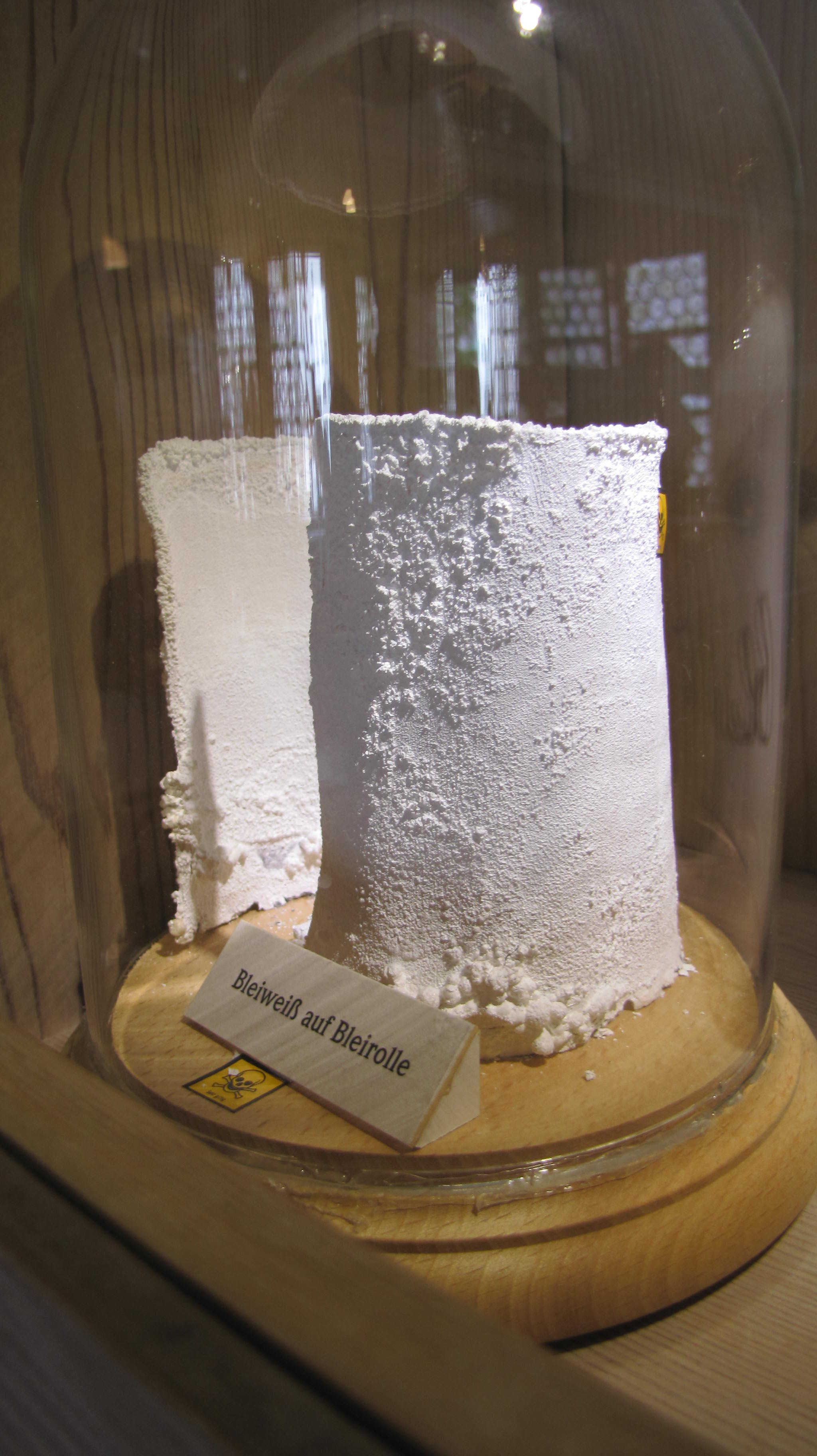
Le blanc de plomb employé par Caravage pour ses fonds et pour des tracés préparatoires permet de retrouver certaines étapes de son projet initial grâce à la radiographie.

Comme il n'existe aucun dessin préparatoire connu de la main de Caravage, seules les analyses scientifiques permettent de comprendre les étapes et les éventuelles modifications au fil de l'exécution de ses tableaux. Aucun dessin sous-jacent n'y est décelable, mais des incisions sont visibles sur la surface de la toile, sans doute marquées au manche du pinceau et permettant de disposer de repérages dans la composition (par exemple, sur le contour du mollet droit du Matthieu avec l'ange).
Mais une étude radiographique conduite en 1952 par l'historien d'art Lionello Venturi montre que sous la peinture du Martyre se cachent plusieurs personnages esquissés que le peintre a finalement choisi de remplacer ou de modifier, et que ces personnages (plus nombreux que dans la version définitive) sont de taille relativement réduite. Caravage aurait exécuté la Vocation après cette première version du Martyre ; puis il aurait repris et corrigé différents éléments du Martyre pour en simplifier la composition et pour mieux faire correspondre la taille de ses personnages à ceux de l'autre tableau. Quant à la Vocation, les radiographies y font apparaître moins de modifications : la plus notable, toutefois, réside dans le fait que le Christ était initialement seul, et que l'apôtre Pierre n'est apparu à ses côtés que dans un deuxième temps.

### Pigments
Les techniques et la palette typiques de Caravage se trouvent déjà dans ces œuvres de la période romaine. Les fonds sombres sont composés de blanc de plomb et de beaucoup de noir végétal, d'ocre rouge et de terre d'ombre ; le reste de la palette est assez restreint : ocre jaune et rouge, cinabre, vert-de-gris, laque de garance lui permettent d'obtenir une quinzaine de nuances allant des plus chaudes de la Vocation aux plus froides du Martyre, et répondant ainsi aux besoins dramaturgiques des scènes peintes. Il est possible que le choix des teintes dépende également des tons des marbres colorés avoisinants.

## Bibliographie

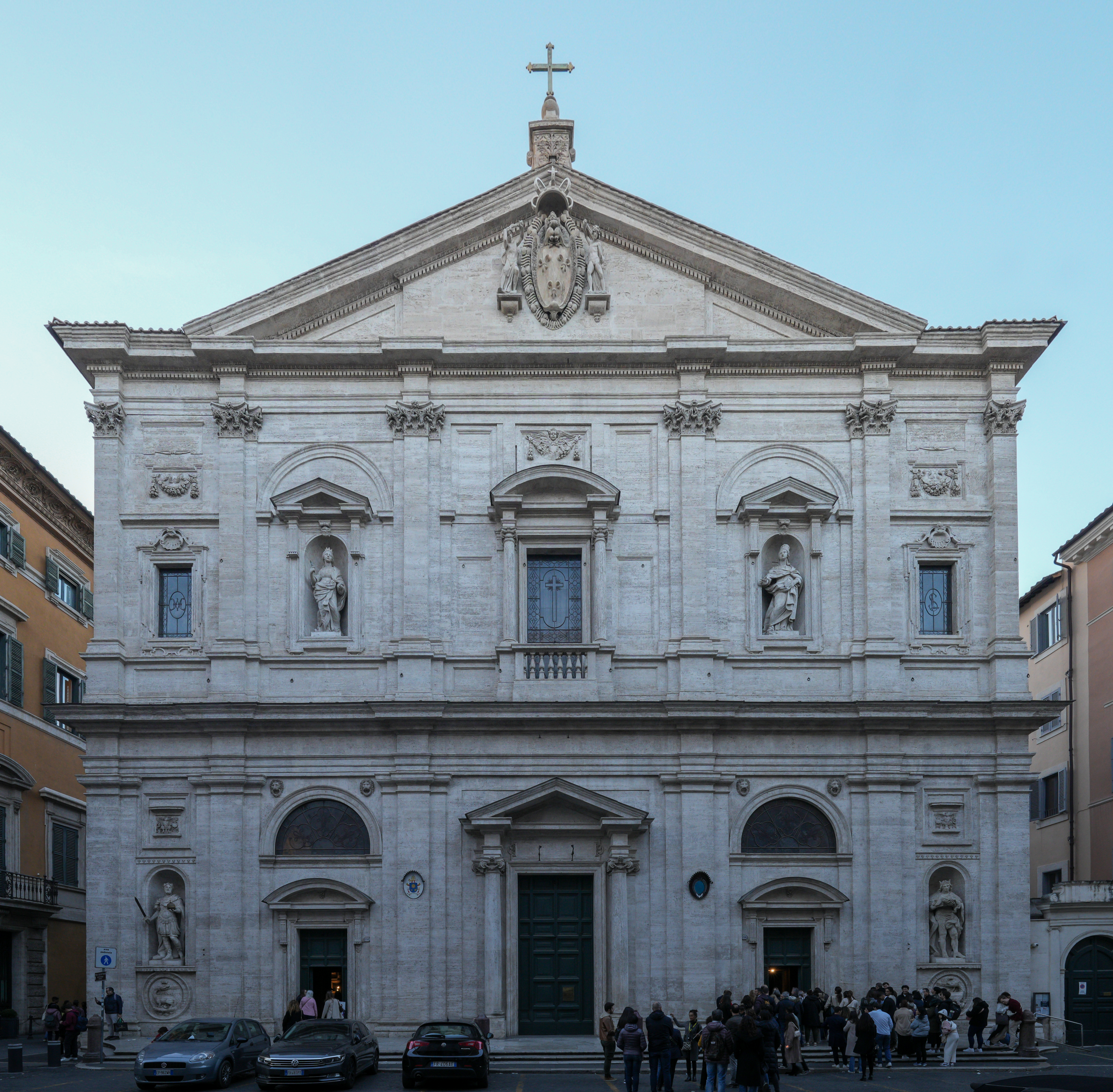
Façade de l'église Saint-Louis-des-Français à Rome, qui abrite les trois tableaux de Caravage (cliché de 2005).

### Documentaire
: document utilisé comme source pour la rédaction de cet article.
- [vidéo]Caravage : Anges et Bourreaux de Alain  Jaubert, coll. « Palettes », 1998, 31 minutes [présentation en ligne], « Caravage, Anges et Bourreaux » : disponible dans le coffret Mystères sacrés, Montparnasse / Musée du Louvre,  (EAN 3346030017272)

### Ouvrages de référence
- (it) Maurizio Calvesi (dir.) et Caterina Volpi (dir.), Caravaggio nel IV centenario della Cappella Contarelli, Rome, Petruzzi Editore, 2002, 344 p., 29cm (ISBN 8890484233).
- Francesca Cappelletti (trad. de l'italien par Centre international d'études linguistiques), Le Caravage et les caravagesques, Paris, Le Figaro, coll. « Les Grands Maîtres de l'Art », 2008, 335 p. (ISBN 978-2-8105-0023-9).
- Sybille Ebert-Schifferer (trad. de l'allemand), Caravage, Paris, Hazan, 2009, 319 p. (ISBN 978-2-7541-0399-2).
- (en) Mina Gregori, Luigi Salerno, Richard Spear et al., The Age of Caravaggio : [exhibition held at the Metropolitan museum of art, New York, February 5-April 14, 1985 and at the Museo nazionale di Capodimonte, Naples, May 12-June 30, New York, Milan, The Metropolitan Museum of Art et Electa Editrice, 1985, 367 p. (ISBN 0-87099-382-8).  : catalogue des expositions du Metropolitan Museum of Art (New York) et du musée de Capodimonte (Naples) en 1985.
- Michel Hilaire, Caravage, le sacré et la vie, Paris, Herscher, 1995, 62 p. (ISBN 2-7335-0251-4), p. 32.
- Roberto Longhi (trad. de l'italien par Gérard-Julien Salvy), Le Caravage, Paris, éditions du Regard, 2004 (1re éd. 1927), 231 p. (ISBN 2-84105-169-2).
- Alfred Moir (trad. de l'anglais par Anne-Marie Soulac), Caravage, Paris, éditions Cercle d'art, coll. « Points cardinaux », 1994 (1re éd. 1989), 40 hors-texte + 52 (ISBN 2-7022-0376-0).
- Catherine Puglisi (trad. Denis-Armand Canal), Caravage, Paris, Phaidon, 2005 (1re éd. 1998), 448 p. (ISBN 978-0-7148-9995-4). , 1re éd. française 2005, réimp. brochée 2007.
- Gérard-Julien Salvy, Le Caravage, Paris, Gallimard, coll. « Folio », 2008, 316 p. (ISBN 978-2-07-034131-3).
- (en) Clovis Whitfield, Caravaggio's eye, Londres, Paul Holberton Pub., 2011, 279 p. (ISBN 978-1-907372-10-0, OCLC 665136916).
- (en) Stefano Zuffi (trad. Susan Ann White), Caravaggio : the stories of St. Matthew, Milan, 24 ORE Cultura, 2012, 95 p. (ISBN 978-88-6648-085-3).